# Josef Ressel

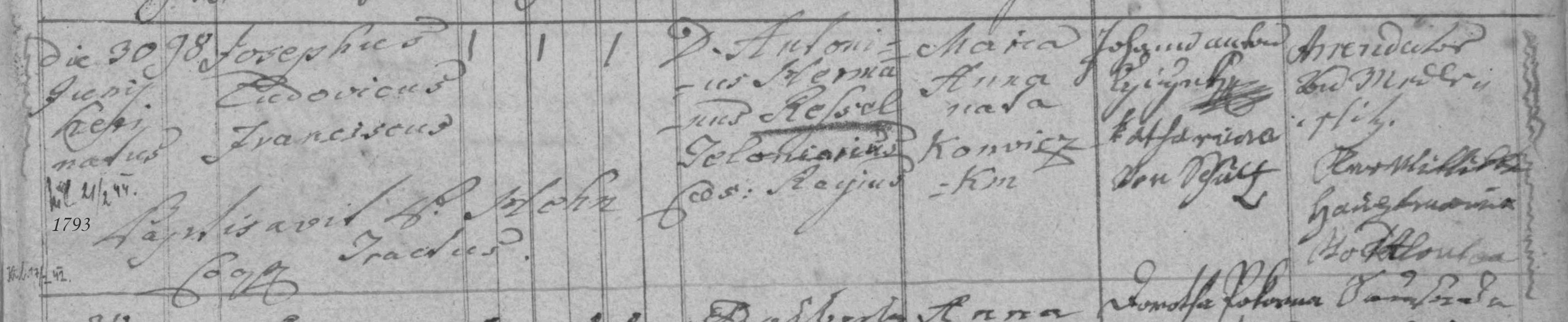
matriční zápis o narození a křtu Josefa Ressla (matrika N 1793-1804 Chrudim (SOA Zámrsk))

Josef Ludvík František Ressel (29. června 1793, Chrudim – 9. října 1857, Lublaň) byl lesník, spisovatel, technik a vynálezce česko-německého původu, který se proslavil především vynálezem lodního šroubu.

## Studium a profesionální kariéra
Pocházel z česko-německé rodiny. Jeho otec Anton Herrmann Ressel byl český Němec, matka Marie Anna Konvičková byla Češka. Do školy chodil v Chrudimi a v roce 1806 odešel vystudovat gymnázium do hornorakouského Lince. Po úspěšném zakončení studia byl v roce 1809 přijat na dělostřeleckou školu v Českých Budějovicích, ale pro tělesnou slabost se z něj důstojník nestal. Poté začal studovat medicínu ve Vídni, ale po dvou letech ho rodiče již nemohli podporovat a tak musel ze školy odejít. Nakonec získal stipendium na lesnické akademii v Mariabrunnu u Vídně. Po absolvování pracoval pro rakouský stát jako lesník na území dnešního Chorvatska a Slovinska v Kraňsku, kde zmapoval místní hluboký les a zasloužil se o zalesnění oblasti Krasu. K jeho nejvýznamnějším literárním dílům patří Dějiny přímořských lesů. V letech 1820 až 1838 vykonával práci lesmistra v Terstu, kde v praxi vyzkoušel svůj největší vynález-lodní šroub. V roce 1839 nastoupil k válečnému námořnictvu, kde vybíral vhodné dřevo pro stavbu lodí. V květnu 1852 byl jmenován námořním lesním intendantem v Benátkách.

## Resslovy vynálezy
Za svého života přihlásil Josef Ressel řadu vynálezů, na které obdržel císařská privilegia. To však neznamená, že jejich principy v dané době nebyly známy či že na nich současně nepracovalo několik autorů, aniž by o sobě věděli. Jako objevitel je proto uváděn ten, kdo první podal přihlášku. Resslovy vynálezy nebyly ve své době většinou realizovány, ať už proto, že se jejich realizace nejevila potřebná, či proto, že svým způsobem předběhla dobu.

### Lodní šroub
Ressel tímto vynálezem z roku 1827 „předběhl dobu“, ruční pohon malé lodi byl možný, tehdejší parní stroje ale byly pomaluběžné a velmi těžké, proto se parníky s pohonem lodním šroubem, které byly skutečně úspěšné, vyráběly až od 50. let 19. století, do té doby byly pro parní pohon vhodnější kolesové parníky.
Ressel, jehož vynález upadnul v zapomnění, nebyl jediný, kdo se myšlenkou lodi poháněné šroubem zabýval. Nezávisle tuto otázku řešil např. vynálezce švédského původu John Ericsson (1803–1889) či Brit Francis Pettit Smith (1808–1874). Ponorka Nautilus Roberta Fultona (1765–1815) byla v roce 1800 poháněna na hladině plachtou, pod hladinou ručně poháněným šroubem. Ressel ale dovedl svůj šroub k technické vyspělosti.

#### Zkoušky s ručním pohonem
V Kostanjevici na řece Krka poprvé testoval svůj vynález lodního šroubu na malém člunu. Koncem roku 1820 byl přeložen do Terstu, kde se stal lesmistrem a pokračoval v testech na moři. Zkouška na člunu o nosnosti 5 tun s ručním pohonem lodního šroubu byla úspěšná.

#### Neúspěch lodi s parním strojem
V roce 1827 získal patent a připravoval se na další pokusy s větší lodí. Dospěl k závěru, že lepší je šroub krátký než dlouhý, se dvěma chody než s jedním, a také že nejlepší poloha je na zádi lodi mezi vazem a kormidlem. V roce 1829 dosáhl v terstském přístavu s upraveným parníkem jménem Civetta (Sova) rychlosti šesti uzlů. Poté se parní stroj porouchal (měděné trubky spájené cínem praskly) a policie po nehodě další pokusy zakázala.

#### Pokus o uznání vynálezu
V roce 1840 připlul do Terstu britský parník „Archimedes“ postavený v roce 1838; konstruktérem byl Francis Pettit Smith. Ressel spatřil osobně na této lodi uplatnění svých myšlenek. Přestože Smith sehrál hlavní roli při zavádění a šíření lodního šroubu na volném moři, nebyl jeho vynálezcem. V roce 1852 proto britská vláda vyhlásila cenu 20 000 liber šterlinků pro „skutečného vynálezce lodního šroubu“, který by musel autorství prokázat. Ressel poslal všechny své dokumenty britské Admiralitě do Londýna, ale nikdy nedostal odpověď. Na žádost diplomatickou cestou bylo oznámeno, že dokumenty se ztratily. Cena byla nakonec rozdělena mezi pět Britů.
Ressel zemřel, aniž by za svůj vynález získal jakékoli uznání. Teprve v roce 1866 mu vynález lodního šroubu oficiálně přiznala americká akademie věd ve Washingtonu.

### Další vynálezy
Dalšími Resslovými vynálezy (tj. technickými řešeními, na která byla udělena císařská privilegia) jsou:
- 1824 – Mechanismus jeviště a jeho osvětlení (Natáčení kulis na válce mělo urychlit výměnu dekorací; pro osvětlení navrhl Ressel parabolická zrcadla, která jsou užívána v elektrických reflektorech.)
- 1825 – Metoda extrakce barviva (Protiproudý výměník využíval odpadní teplo v kombinovaném destilačním přístroji, který zahušťoval barvivo z par bylinné drti. Privilegium bylo uděleno na léta 1828–1830.[6]
- 1826 – Mechanismus plavby lodi proti proudu (K pohonu lodi navrhl Ressel kola upevněná na ramenech na bocích lodi; kyvná ramena měla umožnit pohyb kol po dně řeky; realizace by měla za důsledek především špatnou ovladatelnost lodi.)[7]
- 1826 – Ruční válcový lis (Skládal se ze dvou válců s matricemi a dvou chlazených válců. Byl určen pro lisování drobných kovových ozdobných předmětů. Měl nejprve otisknout šablonu do žhavého modelového válce. Po ochlazení se reliéf vtlačil do žhavého výrobku. Privilegium na vynález bylo uděleno, platilo však pouze jeden rok.)
- 1827 – Válcový mlýn na mouku se třemi válci s různými obvodovými rychlostmi.[8] (Stejný mlýn vynalezli v roce 1822 vídeňští bratři Bollingerové.)
- 1827 – Lis na víno a olej (Lis sám o sobě je starobylý vynález. Spíše se jednalo o návrh, jak vyvodit velké síly v lisu, a to buď dvěma spřaženými šrouby nebo pákou se západkou. Privilegium bylo spolu s Resslem uděleno Johanovi Peteru Walde jako spoluautorovi.[9]
- 1828 – Hydraulický parní stroj (Navržený parní stroj nepoužívá klikový mechanismus. Pára střídavě vytlačuje přes zpětné ventily vodu (případně rtuť) ze dvou nádob. Kapalina tak získává potenciální energii, kterou je možno dále využít. Návrh nebyl pravděpodobně zrealizován.)
- 1828 – Valivá ložiska (Ressel přihlásil jako vynález radiální i axiální válečkové ložisko. Autorství vynálezu se připisuje více lidem, předchozí vynálezy měly váleček ložiska uložený v kluzném čepu. Ressel přišel první s myšlenkou válečkového ložiska bez čepů. Technologie doby vzniku však neumožňovala dostatečně přesnou výrobu a nebyly známy ani dostatečně tvrdé kovy.
- 1830 – Solivar (Tento vynález se lišil od obdobných řešení tím, že využívá rekuperizaci, tj. teplem par z druhého stupně předehřívá vstupující slanou vodu.)
- 1830 – Parní vůz (Návrhy parních vozů existovaly již před vznikem Resslova řešení. Ten však navrhl některé, do té doby nepoužité technické prvky. Návrh nebyl pravděpodobně realizován.)
- 1837 – Ekonomický systém parních strojů (Návrh tandemového použití parních strojů využívajících v dvoustupňovém řešení odpadní teplo. Návrh též předběhl svou dobu, ve 21. století je využívání odpadního tepla při technologických procesech běžné.)
- 1840 – Ohýbání dřeva zatížením za tepla (Resselův návrh byl určen pro žebra lodních trupů. Ve stejné době (1841) představil veřejnosti Michael Thonet svůj ohýbaný nábytek.)
- 1851 – Nový systém pohonu parních lodí (Řešení s měnitelným nastavením lopatek kuželovými ozubenými koly bylo ve své době pravděpodobně nerealizovatelné, Ressel si ho však ze svých vynálezů cenil nejvíce, více než vynález lodního šroubu. Privilegium bylo Resslovi uděleno v roce 1853.[10] Princip použil Viktor Kaplan u své turbíny, kterou navrhl v letech 1910–1912.)
- 1854 – Pneumatická pošta (Za autora myšlenky potrubní pošty, vzniklé roku 1810, je považován George Medhurst (1759–1827). Ressel rozvíjel technické detaily zamýšleného potrubního spojení mezi Terstem a Vídní a věnoval se rozpočtu.)
- 1854 – Nový lodní šroub (Ressel se zabýval dalšími vylepšeními; navrhl např. používat lodní šroub jako kormidlo, což je princip běžný u člunů s motorem zavěšeným na zádi.)
- 1854 - Návrh na konzervování koženého zboží (pro armádu navrhl kůži a obuv konzervovat kalafunou, hovězím lojem a neslaným vepřovým sádlem v poměru 1:1:2.)

Josef Ressel byl autorem i neobvyklých návrhů, jako je přístroj, který měl ukazovat, že loď vjela do proudu, či řešení uzdy proti splašení koní (uzda měla ucpávat nozdry koně a zamezit tak neštěstí).

## Osobní život
Oženil se v 28 letech 30. října 1821 s osmnáctiletou Jakobinou von Orebich, s níž zplodil 3 děti (Rudolf, Ferdinand a Klementina). V roce 1826 Jakobína zemřela a Josef Ressel se znovu oženil v roce 1830 s Terezií Kasteličkovou, s níž měl 7 dětí. Syn Jindřich Ressel získal v roce 1861 čestné občanství města Chrudim.
Josef Ressel zemřel na malárii v roce 1857 na služební cestě v Lublani, kde je také pohřben.

## Projevy uznání a zajímavosti
K odkazu Josefa Ressla se hlásí nejen Češi, ale zejména Rakušané a také Slovinci. Pomník Josefa Ressla byl umístěn už v roce 1863 před budovu Technické Univerzity ve Vídni v parku, který dnes nese Resslovo jméno. Teprve v roce 1924 byl odhalen Resslův pomník v jeho rodném městě, kde se nachází před budovou okresního muzea. Resselovo jméno nese též gymnázium v jeho rodné Chrudimi.
Pamětní desky připomínají Josefa Ressla nejen v rodné Chrudimi, ale také Linci. Ulice po něm pojmenované se nacházejí v Ústí nad Labem, Pardubicích, Praze, Plzni, Olomouci, Mostě, Českých Budějovicích, Lublani, Vídni, Ostravě, Kroměříži a Novém Jičíně. Resslova busta, jejímž autorem je Antonín Popp (1901), byla umístěna také v Pantheonu Národního muzea v Praze.
Portrét Josefa Ressla a loď poháněná jeho vynálezem jsou hlavním námětem bankovky 500 rakouských šilinků vydané v roce 1965. V roce 1957 byl Josef Ressel námětem československé poštovní známky a v roce 2002 známky vydané slovinskou poštou.
Jeho jméno nese mnoho ulic v České republice a ve Slovinsku. Jednou z nejznámějších je Resslova ulice v Praze, na níž stojí pravoslavný chrám svatého Cyrila a Metoděje, ve kterém se ukrývali českoslovenští parašutisté po atentátu na Heydricha.

## Galerie

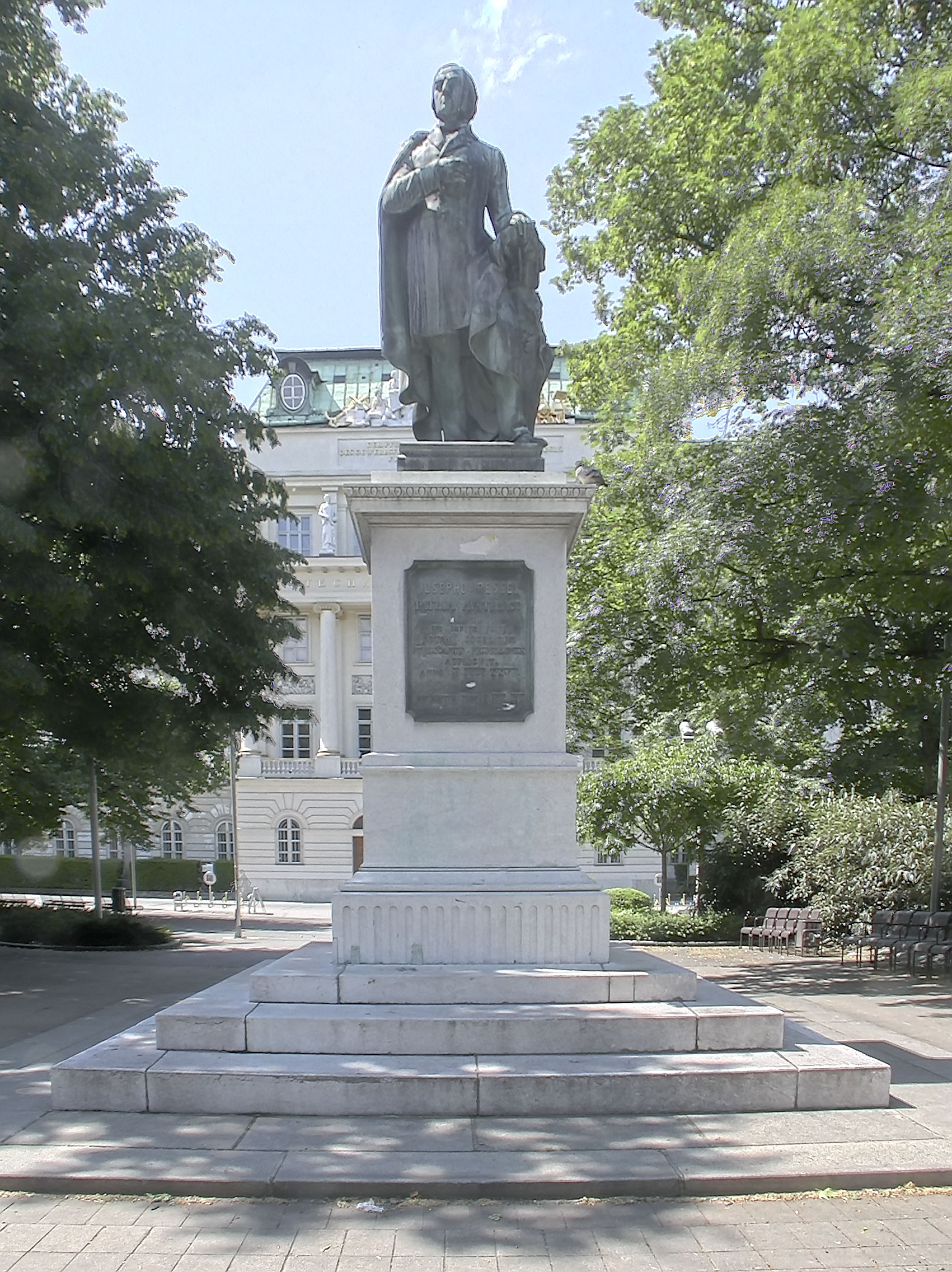
Pomník Josefa Ressla před budovou Technické univerzity ve Vídni
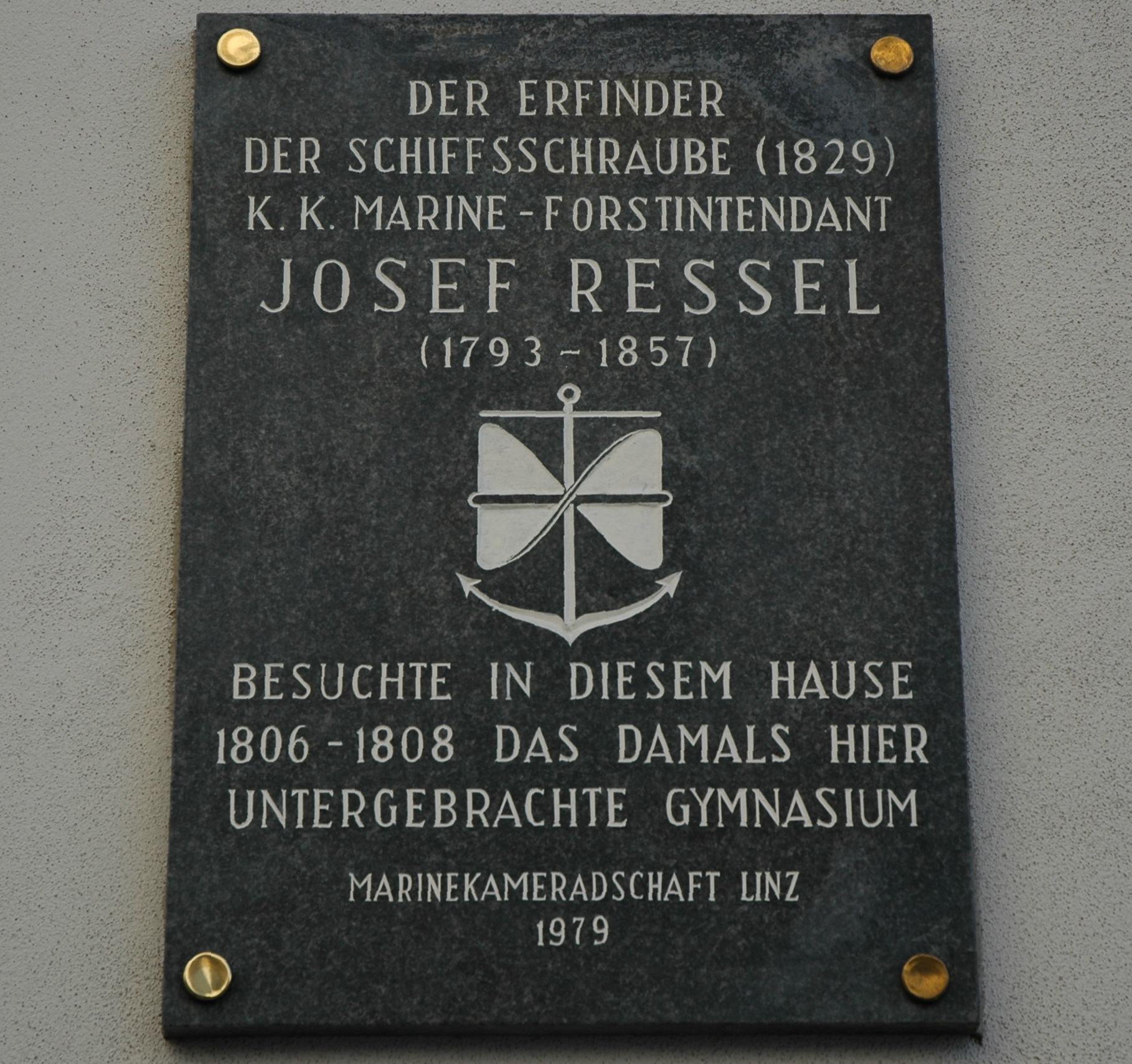
Pamětní deska na budově gymnázia v Linci
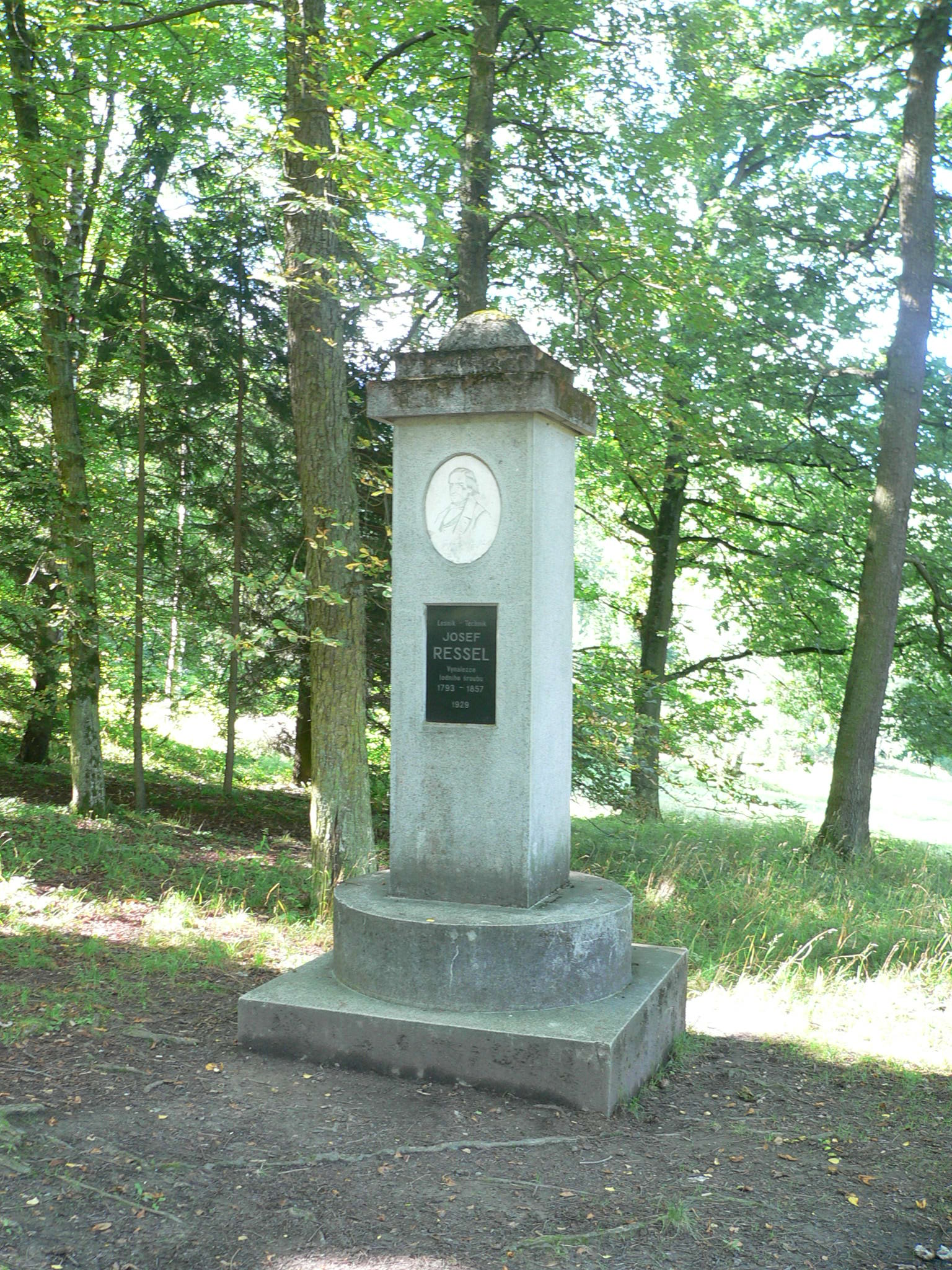
Památník Josefa Ressla u hájovny Resslovka, Bílovice nad Svitavou
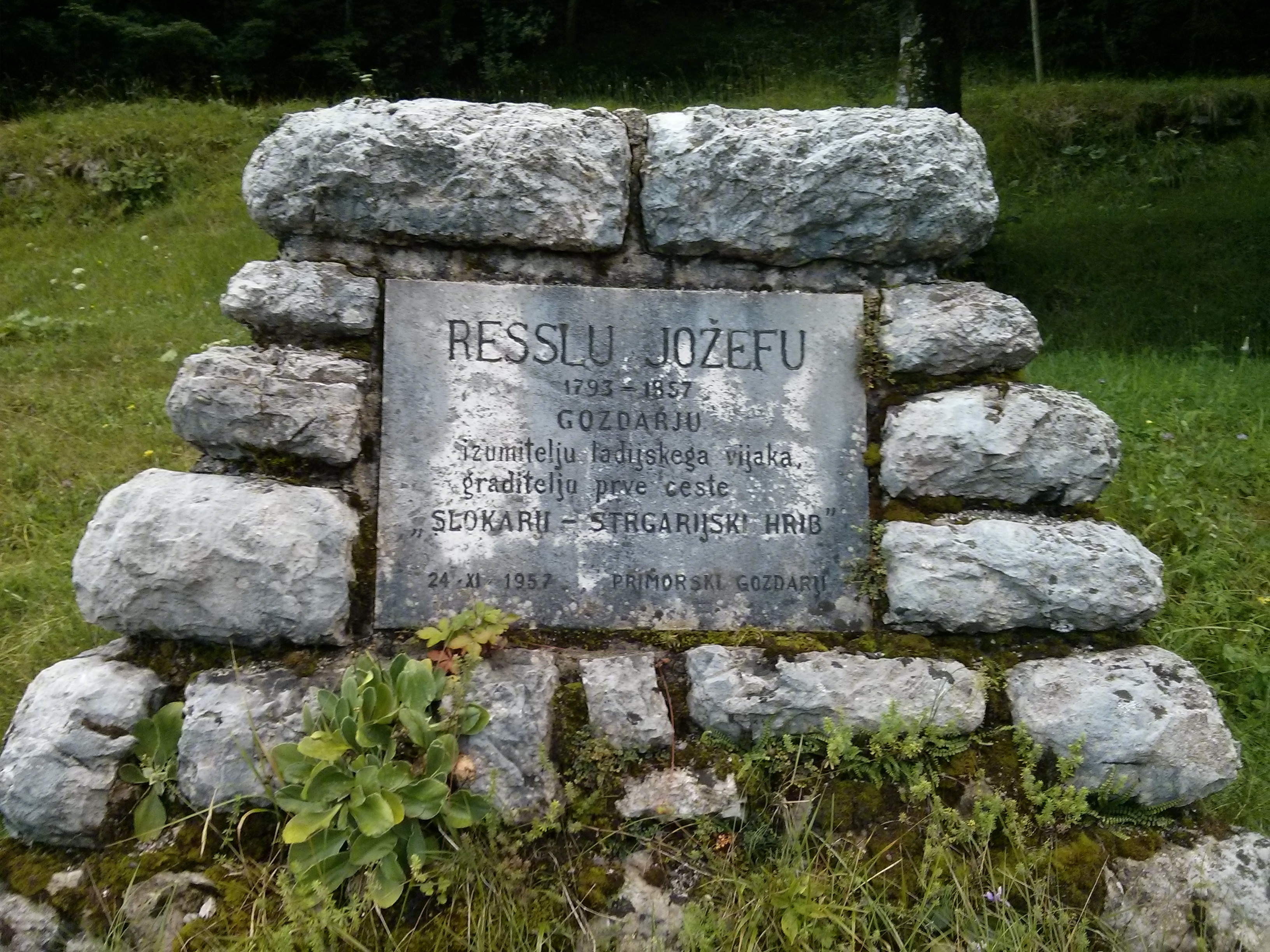
Slovinský pomník Josefu Resselovi, 1957
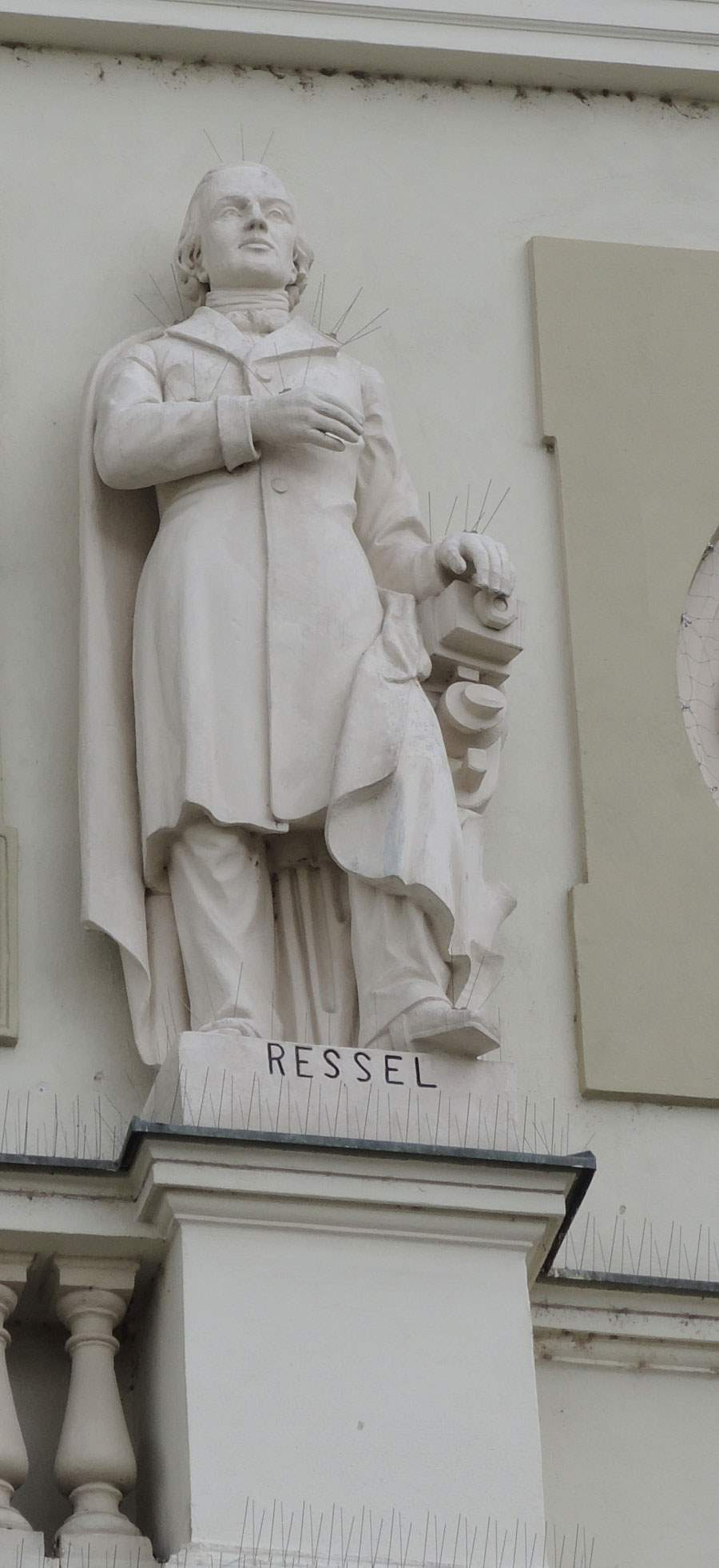
Resslova socha na budově reálného gymnázia (nyní Justiční akademie) v Kroměříži

## Památky a náměty v umění
- pomník na stejnojmenném náměstí před Technickou univerzitou ve Vídni
- pomník v Bílovicích nad Svitavou
- socha na fasádě Justiční akademie v Kroměříži
- socha v přístavu v Terstu
- pomník v Chrudimi, autor Ladislav Šaloun
- Pomník v podobě mohyly s pamětní deskou od slovinských přímořských dělníků (1957)
- Balón Josef Ressel na Národopisné výstavě českoslovanské v Praze-Bubenči na Výstavišti[13]
- Životopis:
  - zachycen v knize Zdeňka Pluhaře Bronzová spirála z roku 1953.[14]
  - zdramatizován ve stejnojmenném třídílném televizním filmu Jiřího Sequense podle předlohy Zdeňka Pluhaře Bronzová spirála, v hlavní roli Viktor Preiss.[15]